# Bataille d'al-Kafr
Grande révolte syrienne
La bataille d'al-kaur se déroula entre les troupes françaises de l'Armée du Levant (colonne du capitaine Gabriel Normand) et les rebelles druzes et bédouins du sultan al-Atrash, le 22 juillet 1925 pendant la grande révolte syrienne.
Le combat eut lieu au campement de la colonne Normand, dans le village d'al-Kafr, dans le sud de la région Syrienne de Jabal al-Druze. La bataille fut une déroute pour les soldats français, pris en embuscade par les forces du sultan. La victoire du sultan lui permit de lancer la rébellion des druzes et, dès la fin juillet, de contrôler Jabal al-Druze. Cette bataille fut le lancement décisif de la grande révolte syrienne.

## Prélude
Le 12 juillet, les Français arrêtèrent trois des cinq principaux cheikhs du clan al-Atrash, Abd al-Ghaffar, Nasib et Hamad après avoir les avoir invité à des négociations sur la proposition du gouverneur militaire de la région de Jabal al-Druze de l'État, le capitaine Carbillet. L'invitation était une ruse des autorités pour capturer les chefs du clan, considérés comme les principaux agitateurs de la lutte contre la présence française dans la région de Jabal al-Druze. Les deux autres cheikhs, Mit'ib et le sultan al-Atrash, avaient refusé l'invitation. En apprenant l'arrestation des membres de son clan, Sultan al-Atrash recruta des volontaires dans les villages des montagnes pour armer une milice. Alors que l'arrestation recherchée d'al-Atrash visait à prévenir une éventuelle révolte des Druzes, Sultan l'utilisa comme justification pour lancer cette révolte contre les français.
Le 18 juillet, des combattants de Sultan al-Atrash abattirent un avion de reconnaissance français qui volait dans le Jabal al-Druzes et capturèrent les deux hommes d'équipage autour du village de Mitin. Deux jours plus tard, le Sultan prenait possession de la seconde ville de Jabal al-Druze, Salkhad,.

## Bataille
Le capitaine français Gabriel Normand avait été envoyé d'al-Suwayda, la capitale de la région de Jabal al-Druze, avec une colonne composée de 166 spahis tunisiens et des supplétifs syriens pour secourir les deux aviateurs français capturés à Mitin,. Dans la soirée du 21 juillet, la colonne Normand stationna à l'extérieur du village de al-Kafr dans la région de Jabal al-Druze, sur le chemin de Salkhad. À ce moment, les émissaires du sultan rencontrèrent Normand pour entamer des négociations en vue de la libération des cheikhs druzes emprisonnés. Ils demandaient aussi le retrait de la colonne Normand d'al-Suwayda avant de pouvoir faire des concessions. Normand refusa de négocier,, et décida de poursuivre sa mission de récupération des pilotes et de restauration de l'ordre dans la région de Jabal al-Druze.
Le 22 juillet, à l'aube, le sultan et ses forces tendirent une embuscade aux troupes de Normand. Les forces du sultan furent estimées à environ 150 hommes par le journaliste syrien Munir al-Rayyis à plusieurs milliers par les Français. Ces forces étaient composées de Druzes d'al-Kafr et de cavaliers des tribus bédouines de Sardiyah et Sulut. Les forces du sultan surgirent des collines et réussir à diviser la colonne en carrés défensifs. Ils tuèrent de nombreux soldats français. D'après l'historien Philip S. Khoury , il s'agit plus de la moitié des soldats français qui furent tués alors que les historiens Kais Firro et Daniel Neep estiment que seuls quelques soldats survécurent pour informer leur hiérarchie de l'attaque et que l'on peut aussi trouver le chiffre de 111 morts sur 174 soldats,. La bataille dura environ trente minutes,.

## Suite
Le même jour, les forces du sultan marchèrent sur al-Suwayda et forcèrent les troupes françaises à se réfugier dans la citadelle de la ville qu'ils assiégèrent. La bataille d'al-Kafr et le siège d'al-Suwayda marquèrent le point de départ du soulèvement général selon Firro.
Avant ces événements, l'objectif du sultan était la libération de ses cheiks des prisons françaises. Ces victoires incitèrent les autres cheikhs druzes, même ceux qui entretenaient de bonnes relations avec les autorités françaises, à rejoindre le sultan al-Atrash et à se soulever. Fin juillet, les forces rebelles comptaient plusieurs milliers d'hommes de toute la région ; on estime leur nombre à 8  à   10 000 hommes. Au même moment, en s'alliant avec les tribus musulmanes des Sardiyah et des Sulut, les rebelles contrôlaient toute la région de Jabal al-Druzes et commençaient à se déplacer vers la plaine du Hauban plaine pour attaquer d'al-Masmiyah et le chemin de fer du Hedjaz.